# 丽多门虫
丽多门虫（学名：Pylonium scitulum）为门孔虫科多门虫属的动物。在中国，分布于南海等海域。